# Сан-Себастьян-дель-Сур
Сан-Себастьян-дель-Сур (исп. San Sebastián del Sur) — посёлок в Мексике, в штате Халиско, входит в состав муниципалитета Гомес-Фариас и является его административным центром. Численность населения, по данным переписи 2020 года, составила 8909 человек.

## История
Поселение было основано в доиспанский период. Оно называлось Куатеопонауаститлан (исп. Cuateoponahuastitlán), что с языка науатль можно перевести как: место среди деревьев леуцены.
В 1521 году регион был покорён конкистадорами во главе с Кристобалем де Олидом и Хуаном Родригесом де Вильяфуэрте.
В 1523 году в поселение прибыл Алонсо де Авалос, включив его в провинцию Авалос.
В 1585 году, во время евангелизации местного населения, поселение было переименовано в Сан-Себастьян, в честь Святого Себастьяна.
В 1869 году Сан-Себастьян становится административным центром одноимённого муниципалитета.
В 1939 году поселение и муниципалитет были переименованы в Гомес-Фариас, в честь президента Мексики — Валентина Гомеса Фариаса.
17 декабря 1997 года Конгресс штата постановил переименовать поселение в Сан-Себастьян-дель-Сур (del Sur указывает на географическое положение — на юге, чтобы не путать с Сан-Себастьян-дель-Оэсте, который находится на востоке), оставив название муниципалитета без изменений.

## География
Сан-Себастьян-дель-Сур расположен в 115 км к югу от столицы штата, города Гвадалахара, на региональной автодороге 401, вблизи федеральной трассы 54D.

## Население
| Год  | Численность | Численность |
| ---- | ----------- | ----------- |
| 2000 | 6376        | [ 7 ]       |
| 2010 | 7104        | [ 8 ]       |
| 2020 | 8909        | [ 9 ]       |